# Alfred Pontius
Alfred Pontius (* 30. September 1907 in St. Johann; † 6. März 1948 in Merzig) war ein deutscher Widerstandskämpfer gegen den Nationalsozialismus.

## Leben
Alfred Pontius wuchs in einer sozialdemokratischen Familie in Saarbrücken auf. Pontius besuchte die Volksschule und ging anschließend als Hilfsarbeiter auf Wanderschaft. 1931 schloss sich Pontius in Berlin der KPD an. Nach seiner Rückkehr nach Saarbrücken wurde er 1934 Mitglied des Roten Arbeiter-Sportvereins.
Nach dem Anschluss des Saargebietes an das Deutsche Reich unterhielt er Kontakt zur illegalen KPD-Außenstelle in Lothringen. Zudem war sein verwandtschaftliches Umfeld in der Roten Hilfe tätig. Pontius selbst geriet durch die Teilnahme an konspirativen Treffen der Roten Hilfe in das Visier der Gestapo. Am 5. Februar 1937 wurde er verhaftet und zusammen mit einer Gruppe um Franz Scherer beschuldigt, aktiv an einem Wiederaufbau der KPD beteiligt gewesen zu sein. Am 18. Januar 1938 wurde er zu dreieinhalb Jahren Zuchthaus verurteilt. Weitere drei Monate erhielt er wegen eines Passvergehens. Nach der Verbüßung seiner Haftstrafe wurde er in Schutzhaft genommen und in das KZ Dachau gebracht.
Am 1. April 1943 wurde Pontius  in das  KZ Auschwitz verlegt. Dort sollte er als Krankenpfleger (Funktionshäftling) während einer grassierenden Fleckfieber-Epidemie Dienst leisten. Als politischer Häftling wurde er Kapo der Desinfektionsabteilung des Blocks 20. Während dieser Zeit war er an der Kampfgruppe Auschwitz beteiligt. So versteckte er potentielle Waffen in seiner Abteilung und schützte ältere Häftlinge bei den Selektionen.
Am 7. November 1944 wurde er Mitglied der SS-Sondereinheit Dirlewanger, die aus freiwilligen und zwangsweise verpflichteten KZ-Häftlingen bestand. Nach Kriegsende kehrte er nach Saarbrücken zurück. Er arbeitete dort noch drei Jahre als Straßenarbeiter, bis er 1948 an Lungentuberkulose als Spätfolge seiner Haftzeit verstarb.